# Obila balteolata
Obila balteolata là một loài bướm đêm trong họ Geometridae.